# Christopher Bowman
Christopher Nicol Bowman (Los Angeles, Califórnia, 30 de março de 1967 – Los Angeles, Califórnia, 10 de janeiro de 2008) foi um patinador artístico americano, que competiu no individual masculino. Ele conquistou uma medalha de prata e uma de bronze em campeonatos mundiais e foi campeão por duas vezes do campeonato nacional americano. Bowman disputou os Jogos Olímpicos de Inverno de 1988 e de 1992 terminando na sétima e quarta posições, respectivamente.
Bowman faleceu em 10 de janeiro de 2008, às 12:06 após ser encontrado em um hotel na área de North Hills em Los Angeles. O Los Angeles County Coroner determinou que Bowman morreu de uma overdose acidental de drogas.

## Principais resultados
| Resultados                                                            | Resultados      | Resultados    | Resultados        | Resultados    | Resultados       | Resultados        | Resultados       | Resultados        | Resultados       | Resultados      | Resultados    | Resultados    | Resultados    | Resultados    |
| Internacional                                                         | Internacional   | Internacional | Internacional     | Internacional | Internacional    | Internacional     | Internacional    | Internacional     | Internacional    | Internacional   | Internacional | Internacional | Internacional | Internacional |
| Evento/Temporada                                                      | 1982– 1983      | 1983– 1984    | 1984– 1985        | 1985– 1986    | 1986– 1987       | 1987– 1988        | 1988– 1989       | 1989– 1990        | 1990– 1991       | 1991– 1992      |               |               |               |               |
| --------------------------------------------------------------------- | --------------- | ------------- | ----------------- | ------------- | ---------------- | ----------------- | ---------------- | ----------------- | ---------------- | --------------- | ------------- | ------------- | ------------- | ------------- |
| Jogos Olímpicos                                                       |                 |               |                   |               |                  | 7.º               |                  |                   |                  | 4.º             |               |               |               |               |
| Campeonato Mundial                                                    |                 |               |                   |               | 7.º              | 5.º               | Medalha de prata | Medalha de bronze | 5.º              | 4.º             |               |               |               |               |
| Fujifilm Trophy                                                       |                 |               |                   |               |                  | Medalha de ouro   |                  |                   |                  |                 |               |               |               |               |
| Grand Prix International de Paris                                     |                 |               |                   |               |                  |                   |                  |                   | Medalha de ouro  |                 |               |               |               |               |
| NHK Trophy                                                            |                 |               |                   |               |                  | Medalha de ouro   |                  |                   |                  |                 |               |               |               |               |
| Skate America                                                         |                 |               |                   | 4.º           |                  |                   | Medalha de ouro  | Medalha de ouro   | Medalha de prata | Medalha de ouro |               |               |               |               |
| Skate Canada International                                            |                 |               |                   |               | Medalha de prata |                   |                  |                   |                  |                 |               |               |               |               |
| Internacional – Júnior                                                |                 |               |                   |               |                  |                   |                  |                   |                  |                 |               |               |               |               |
| Campeonato Mundial Júnior                                             | Medalha de ouro |               |                   |               |                  |                   |                  |                   |                  |                 |               |               |               |               |
| Nacional                                                              |                 |               |                   |               |                  |                   |                  |                   |                  |                 |               |               |               |               |
| Campeonato dos Estados Unidos                                         |                 | 9.º           | Medalha de peltre | WD            | Medalha de prata | Medalha de bronze | Medalha de ouro  | WD                | Medalha de prata | Medalha de ouro |               |               |               |               |
| Camp. dos Estados Unidos – Júnior                                     | Medalha de ouro |               |                   |               |                  |                   |                  |                   |                  |                 |               |               |               |               |
|                                                                       |                 |               |                   |               |                  |                   |                  |                   |                  |                 |               |               |               |               |
| Legenda: WD = Abandonou; Competição não foi disputada nesta temporada |                 |               |                   |               |                  |                   |                  |                   |                  |                 |               |               |               |               |